# Savstrup Å
Savstrup Å er et østligt tilløb til Storå ved Vandkraftsøens begyndelse øst for Holstebro. Savstrup Å blev voldsomt kanaliseret i 1960 og store arealer med jernholdige jorder blev afvandet. Det betød en voldsom okkerforurening af vandet og der var ikke fisk tilbage i åen. I 1980'erne forsøgte Holstebro Kommune at lave et okkerfældningsanlæg ved Hvidmosen, men efter et par år blev det opgivet. 10 år senere blev der iværksat en gennemgribende restaurering af åen, der på store stræk lagde åen tilbage i de gamle slyngninger og der blev bygget 5 store okkerfældningsanlæg. Det har bevirket at der er kommet liv i åen, men den øverste del af åen er stadigvæk okkerpåvirket. I 2008 har Holstebro Kommune udvidet okkerfældningsanlæggene ved Hvidmose og Abildholt Bæk / Hogager Bæk.
56°21′36″N 8°44′30″Ø / 56.3601°N 8.7417°Ø